# Trasporti in Colombia
Questa voce raccoglie le principali tipologie di Trasporti in Colombia.

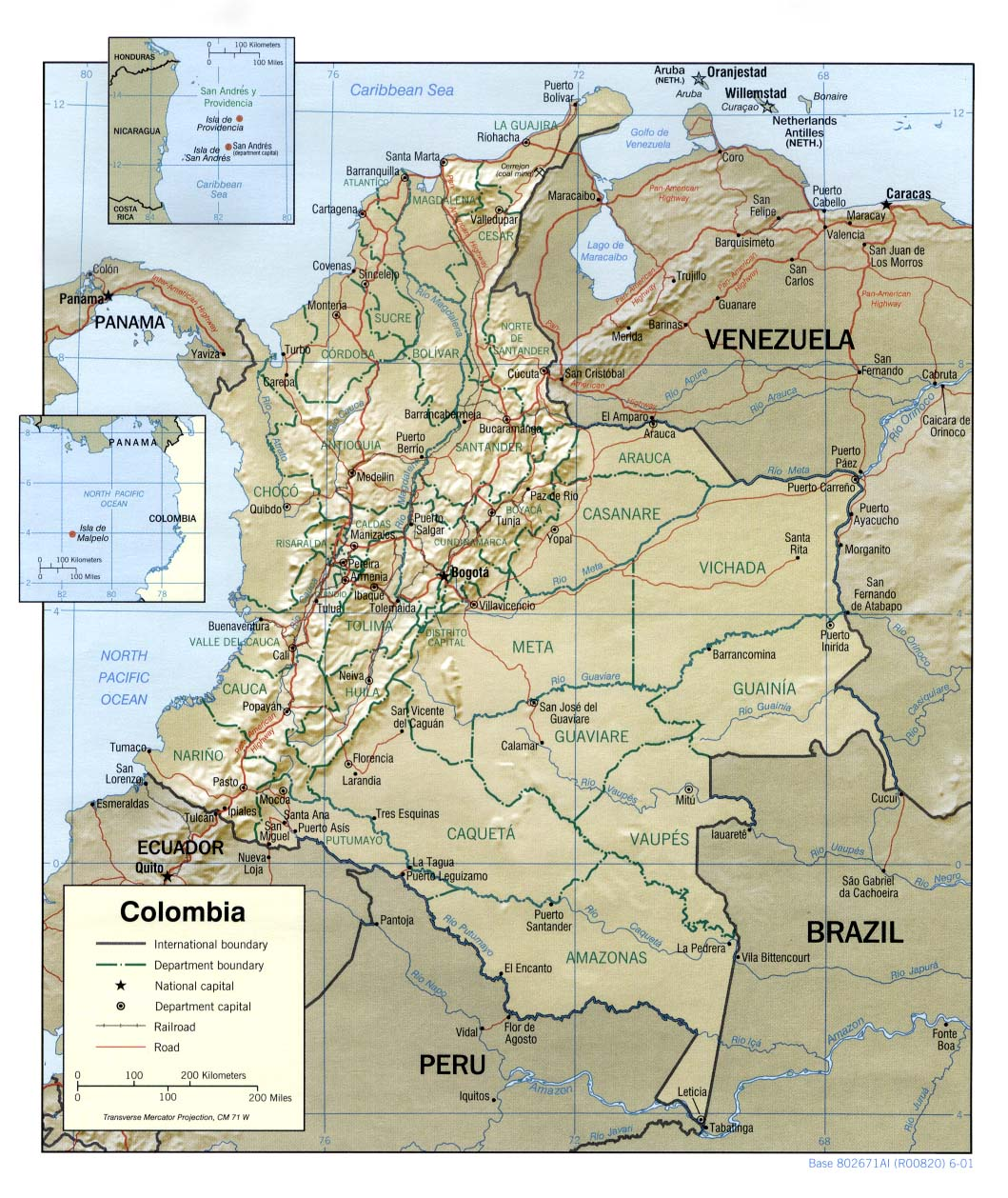
Colombia: carta geopolitica con rete stradale e ferroviaria

## Trasporti su rotaia

### Reti ferroviarie
In totale: 3.380 km (dati 1995)
- Scartamento ridotto (914 mm): 3.230 km, 1.830 dei quali in uso
- Scartamento normale (1435 mm): 150 km, colleganti le miniere di carbone di Cerrejón col porto marittimo di Bahia de Portete
- Gestore nazionale: Ferrocarriles Nacionales de Colombia
- Collegamento a reti estere contigue
  - presente, ma inoperativo: Venezuela
  - assente: Brasile, Ecuador, Panama e Perù.

### Reti metropolitane
In Colombia esistono sistemi di metropolitana a Bogotà (dal 2000, un servizio di metropolitana su ruote chiamata TransMilenio), a Medellín (dal 1995) ed a Pereira (dal 2006), mentre è attualmente in costruzione a Cali.

### Reti tranviarie
A Medellín Esiste una tranvia operativa sin dal 2015

## Trasporti su strada

Strade doppie dell'Colombia, 2024, in rosso.

### Rete stradale
In totale:  115.564 km (dati 1997)
- asfaltate: 13.868 km
- bianche:  101.696 km.

### Reti filoviarie
Attualmente in Colombia non esistono filobus. 

### Autolinee
Nella capitale della Colombia, Bogotà, ed in altre zone abitate operano aziende pubbliche e private che gestiscono i trasporti urbani, suburbani, interurbani e turistici esercitati con 
autobus.

## Idrovie
La nazione dispone di 18.140 km di acque fluviali, navigabili da parte di piccole imbarcazioni.

### Porti e scali

#### Sull'Oceano Atlantico
- Barranquilla
- Cartagena
- Turbo
- Santa Marta

#### Sull'Oceano Pacifico
- Buenaventura
- Tumaco

#### In Amazzonia
- Leticia

#### Altri
- Bahia de Portete
- Puerto Bolivar
- San Andrés

## Trasporti aerei

### Aeroporti
In totale: 1.101 (dati 1999)
a) con piste di rullaggio pavimentate: 90
- oltre 3047 m: 2
- da 2438 a 3047 m: 9
- da 1524 a 2437 m: 37
- da 914 a 1523 m: 35
- sotto 914 m: 7

b) con piste di rullaggio non pavimentate: 1.011
- oltre 3047 m: 0
- da 2438 a 3047 m: 1
- da 1524 a 2437 m: 62
- da 914 a 1523 m: 330
- sotto 914 m: 618.